# Werner Morlang

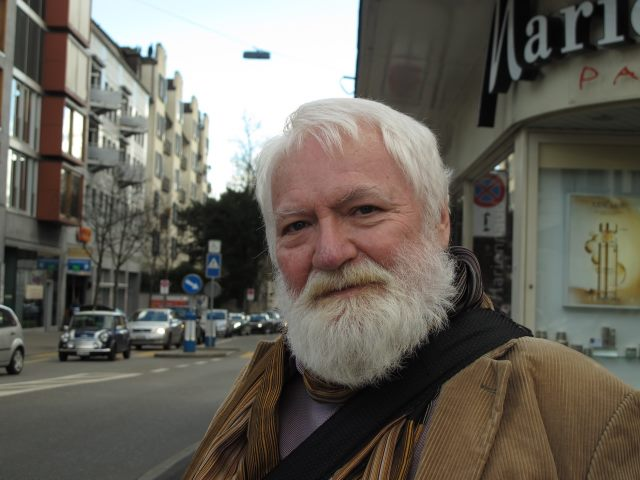
Werner Morlang 2013 in Zürich, Foto von Werner Gadliger

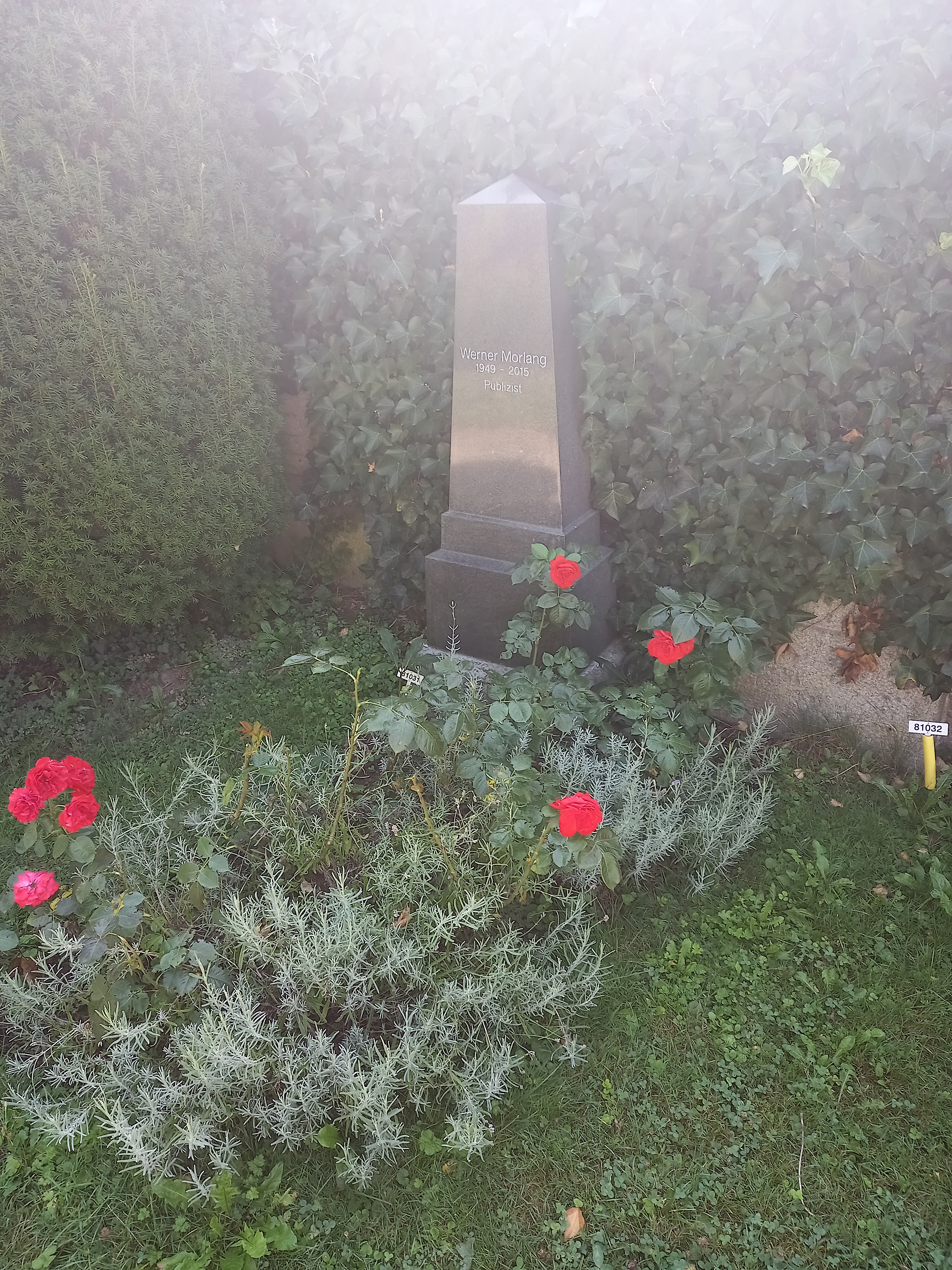
Das Grab von Werner Morlang auf dem Friedhof Sihlfeld in Zürich

Werner Morlang (* 19. Mai 1949 in Olten; † 18. November 2015 in Zürich) war ein Schweizer Literaturwissenschaftler, Literaturkritiker, Übersetzer und Publizist.

## Leben und Werk
Werner Morlang studierte Germanistik und Anglistik in Zürich und Swansea und schloss das Studium 1982 mit einer von Werner Weber betreuten Dissertation über Arno Schmidt ab. Er arbeitete anschliessend als Germanist, Übersetzer und Literaturvermittler. Er übersetzte Werke von Frank Budgen, Arthur Power, Eric Ambler, Robert Billigmeier und John Cowper Powys ins Deutsche. Als freier Journalist arbeitete er für die Neue Zürcher Zeitung, den Zürcher Tages-Anzeiger, die Luzerner Neusten Nachrichten und für Radio DRS 2 (Sendung Reflexe, mit Hardy Ruoss).
Seine Partnerin war die Germanistin und ehemalige Zuger Kantonsschullehrerin Ruth Känel (* 1952).
Ein Schwerpunkt in Morlangs Arbeit war die Beschäftigung mit dem Werk Robert Walsers. So entzifferte und edierte er zusammen mit Bernhard Echte von 1981 bis 1995 die so genannten „Mikrogramme“, also Prosatexte, Gedichte und theatralische Szenen, die Robert Walser gegen das Ende seiner produktiven Zeit in einer äusserst kleinen, schwer lesbaren Schrift mit Bleistift notiert hatte. Diese Texte sind in 6 Bänden zwischen 1985 und 2000 erschienen (Aus dem Bleistiftgebiet). Von 1987 bis 1995 war Morlang Leiter des Robert-Walser-Archivs. Als Frucht von literarischen Stadtführungen auf den Spuren Robert Walsers in Bern verfasste Morlang eine Dokumentation zu dessen Leben in Bern, die 1994 als Privatdruck Robert Walser in Bern im Verlag Paul Haupt, Bern, erschien; 1995 gab er sie in erweiterter Form unter dem Titel „Ich begnüge mich, innerhalb der Grenzen unserer Stadt zu nomadisieren...“ : Robert Walser in Bern heraus. Ausserdem verfasste Morlang zahlreiche weitere Publikationen über Robert Walser in Zeitschriften und Sammelwerken.
Zwischen Februar 1996 und August 2000 betreute Morlang in der Kulturzeitschrift Du eine Kolumne, in der er sich mit „Sonderlingen und Sonderfällen der Weltliteratur“ befasste. Die gesammelten Beiträge sind 2001 unter dem Titel So schön beiseit als Buch erschienen. Die Kolumnen gaben Morlang die Gelegenheit, Lesern begabte, aber seiner Meinung nach zu wenig beachtete Autoren nahe zu bringen. Dazu zählen beispielsweise Hermann Grab, Ernst Polak, Sei Shonagon, Alfonsina Storni, Federigo Tozzi.
Werner Morlang förderte verschiedene Autoren der Gegenwart, indem er Rezensionen und Nachworte verfasste und diese bei Lesungen einführte. Dazu  gehören Lukas Bärfuss, Margrit Baur, Iren Baumann, Jürg Beeler, Christian Haller, Gerhard Meier, Klaus Merz, Paul Nizon, Monique Schwitter, Aglaja Veteranyi und Dieter Zwicky. Zusammen mit Gerhard Meier veröffentlichte er einen umfangreichen Band mit Gesprächen, die im Verlaufe von zwei Jahren entstanden sind (Das dunkle Fest des Lebens). Gleicherweise setzte er sich auch für bildende Künstler ein, so für die Maler Heinz Egger, Eugen Früh und Kaspar Toggenburger.
Im Schauspielhaus Zürich gestaltete Morlang seit der Saison 2009/2010 zahlreiche literarische Abende, an denen er dem Publikum Einführungen zu Autoren gab und Schauspieler szenische Darstellungen aus ihren Werken aufführten. Die 6 bis 7 Abende pro Theatersaison standen jeweils unter einem gemeinsamen Thema, zum Beispiel Krimis, Kaffeehausliteratur oder erotische Literatur. 17 der insgesamt 39 einführenden Texte sind 2019 gesammelt erschienen unter dem Titel Ladies in Shorts. Und andere Persönlichkeiten der Weltliteratur.
Morlangs Nachlass wird im Schweizerischen Literaturarchiv in Bern verwahrt.

## Auszeichnungen
- 1985: Buchprämie der Stadt Zürich[7]
- 1991: Ehrengabe des Kantons Zürich[8]
- 1991: Goldmedaille der Vereinigung Pro Olten für hohe Verdienste um Olten[7]
- 1995: Werkjahr der Stadt Zürich[9]
- 1999: Auszeichnung der STEO-Stiftung Zürich[7]
- 2000: Ehrengabe der Stadt Zürich 2000[10]
- 2002: Anerkennungspreis der deutschsprachigen Literaturkommission des Kantons Bern (zusammen mit Bernhard Echte für die Verdienste um die Entzifferung der Mikrogramme von Robert Walser)[11]
- 2003: Anerkennungsgabe der Stadt Zürich[12]
- 2006: Preis für Literatur des Kantons Solothurn[13]
- 2009: Zuger Contenance-Preis für Verdienste um die Literatur[14]

## Veröffentlichungen (Auswahl)
- Die Problematik der Wirklichkeitsdarstellung in den Literaturessays von Arno Schmidt. Europäische Hochschulschriften. Reihe 1: Deutsche Sprache und Literatur, Band 514, (Dissertation), Lang, Bern 1982, ISBN 3-261-05014-4
- Robert Walser: Aus dem Bleistiftgebiet.  Im Auftrag des Robert-Walser-Archivs der Carl-Seelig-Stiftung, Zürich, entziffert und hrsg. von Bernhard Echte und Werner Morlang. Suhrkamp, Frankfurt am Main 1985–2000, 6 Bände.
- (mit Gerhard Meier): Das dunkle Fest des Lebens. Amrainer Gespräche. Bruckner & Thünker, Köln 1995; erweiterte Neuausgabe: Zytglogge, Oberhofen 2007, ISBN 978-3-7296-0734-7
- So schön beiseit. Sonderlinge und Sonderfälle der Weltliteratur. Nagel & Kimche, Zürich 2001. ISBN 3-312-00287-7
- «Die verlässlichsten meiner Freuden». Hanny Fries und Ludwig Hohl: Gespräche, Briefe, Zeichnungen und Dokumente. Nagel & Kimche, Zürich 2003.
- Canetti in Zürich. Erinnerungen und Gespräche. Nagel & Kimche, München 2005, ISBN 3-312-00353-9
- Robert Walser in Bern. Auf den Spuren eines Stadtnomaden. Zytglogge, Oberhofen 2009 (zweite Auflage), ISBN 978-3-7296-0787-3
- Ladies in Shorts. Und andere Persönlichkeiten der Weltliteratur, mit einem Nachwort von Manfred Papst, Nagel & Kimche, München 2019, 293 Seiten, ISBN 978-3-312-01116-2